# サミュエル・サウサード
サミュエル・ルイス・サウサード（Samuel Lewis Southard, 1787年6月9日 - 1842年6月26日）は、19世紀初頭のアメリカ合衆国の政治家。1823年から1829年まで第7代アメリカ合衆国海軍長官を、1832年から1833年まで第10代ニュージャージー州知事を務め、アメリカ合衆国上院議員を合計7期14年務めた。
父ヘンリー・サウサード、兄アイザック・サウサードはともにニュージャージー州からアメリカ合衆国下院議員に選出された。

## 生涯

### 青年期
1787年、サミュエル・サウサードはニュージャージー州バスキングリッジで生まれた。サウサードは1804年に同州のプリンストン大学を卒業後、州内の学校で教職に就いた。その後バージニア州で指導教員として数年間を過ごし、その傍らで法律の勉強をした。そして弁護士としての認可を受けると、ニュージャージー州へと戻り、1814年にニュージャージー州議会から法律書記として指名を受けた。

### ニュージャージー州での政治
1815年、サウサードはニュージャージー州下院議員に選出されたが、同年にニュージャージー州最高裁判所の陪席裁判官に指名されたために辞任し、陪席裁判官を1820年まで務めた。1820年の大統領選挙では、ニュージャージー州の大統領選挙人も務めた。
1821年、サウサードはジェイムズ・ウィルソンの辞職により空席となった連邦上院の議席を補充するために上院議員として選出され、1823年3月まで同職を務めた。この間、サウサードはミズーリ協定を成立させた委員会の委員も務めた。

### 海軍長官として
1823年9月、ジェームズ・モンロー大統領はサウサードを海軍長官として指名し、サウサードはそれを受諾した。サウザードは続くジョン・クインシー・アダムズ大統領の下でも海軍長官を務め、最終的にアダムズ大統領が任期満了した1829年3月まで長官を務めた。サウサードはこの間、1825年に財務長官代行を、1828年に陸軍長官代行も務めた。
サウサードは海軍長官として、アメリカ海軍の拡張と管理体制の改善を図った。サウサードはアメリカ合衆国で最初の海軍病院を建設するために用地の購入を行い、また最初の海軍ドック建設を開始した。その他、北アメリカ大陸近海の調査にも乗り出し、特に太平洋方面への調査を促進した。デイヴィッド・ポーターら有力な海軍将校はサウサードの呼びかけに応え、文民統制をアメリカ合衆国の伝統として強く裏付けた。サウサードの管理下においてアメリカ海軍の人員と経費はおよそ5割ほど増加し、その行動範囲は過去の軍艦では訪れることができなかった海域にまで拡大した。
1829年、サウサードは海軍長官を退任し、ニュージャージー州司法長官に就任した。そして1832年から1833年までニュージャージー州知事を務めた後、再び連邦上院議員となった。以後10年間、サウサードはホイッグ党における指導者として合衆国政府に大きな影響を与える人物となった。1841年4月から1842年5月までは上院仮議長も務めた。

### 晩年
1842年、サウサードは健康的理由により上院議員を辞職し、同年6月26日にバージニア州フレデリックスバーグで死去した。サウサードの遺体はワシントンD.C.の議会墓地に埋葬された。
サウサードの死後、アメリカ海軍では、サウサードの功績を称えて、駆逐艦サウサードにその名が付けられた。